# Cascades Hagoromo
Les cascades Hagoromo (en japonès 羽衣の滝, Hagoromo-no-taki) són unes cascades a l'illa d'Hokkaido, al Japó, que van ser descobertes cap a l'any 1900. Les cascades són les segones cascades més altes del Japó amb un desnivell de 270 m. Tenen una amplada de 80 m.